# Закришка

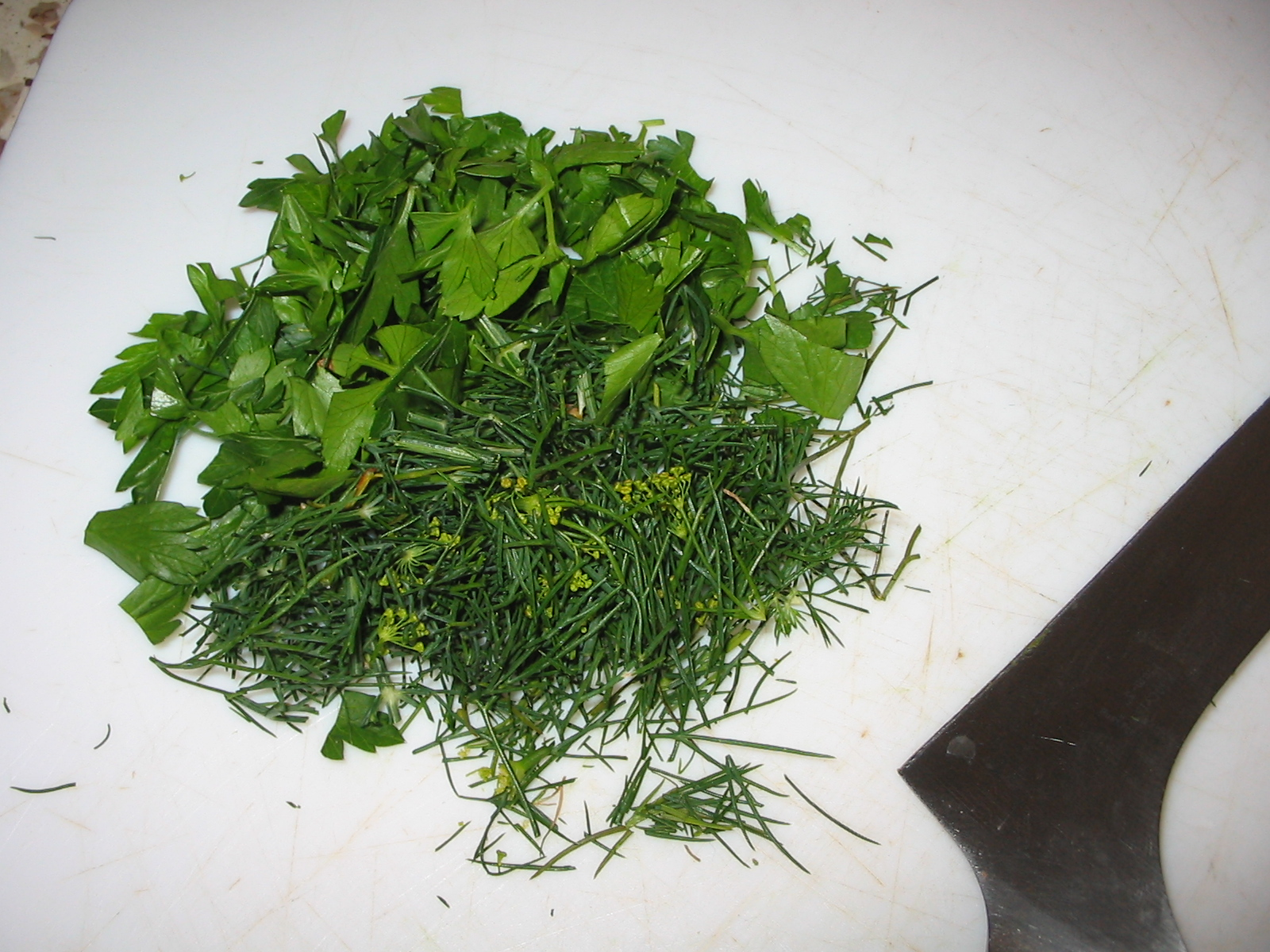
Закришка з кропу та петрушки

Закри́шка — посічена зелень кропу, петрушки, салери, часнику, цибулі, яку додають до супів для покращення смакових властивостей страви.